# 1618
1618. је била проста година.

## Догађаји

### Мај
- 23. мај — Чешки протестанти су избацили кроз прозор Прашке градске већнице намеснике хабзбуршког цара Фердинанда II.